# Hermann Gressieker
Hermann Gressieker (* 10. Februar 1903 in Magdeburg; † 3. Mai 1983) war ein deutscher Dramatiker, Dramaturg, Kritiker, Synchronautor und Synchronregisseur.

## Leben
Hermann Gressieker wurde am 10. Februar 1903 in Magdeburg geboren. Nach dem Abitur studierte er Literatur- und Theaterwissenschaft an der Ludwig-Maximilians-Universität München. Nach dem Abschluss schlug er zunächst eine Theaterlaufbahn ein und arbeitete als Dramaturg und Regisseur in Dessau und Braunschweig. 1930 ging er nach Berlin, wo sein erstes Stück Nieder mit dem Trenck! erschien. Gressieker betätigte sich eine Weile als Theater- und Filmkritiker und wurde dann Chefdramaturg bei Heinz Hilpert an der Freien Volksbühne und am Deutschen Theater. Nach der Gründung der Deutschen Filmakademie Babelsberg lehrte er dort als Dozent für Dramaturgie.
Nach 1937 betätigte sich Gressieker als freier Schriftsteller. Er schrieb für die Theaterbühne ebenso wie für Film und Rundfunk. Der eigentliche künstlerische Durchbruch gelang ihm jedoch erst nach dem Zweiten Weltkrieg. Sein alter Mentor Hilpert inszenierte 1947 in Frankfurt am Main die Uraufführung von Gressiekers Odysseus-Komödie Der Regenbogen. Es folgte die Tragödie Seneca und die goldenen Jahre, uraufgeführt 1951. Für die Ulmer Aufführung komponierte Rudolf Mors eine Schauspielmusik. Eine weitere Komödie für die Bühne war Spielregeln (1956).
1956 erhielt Gressieker den Gerhart-Hauptmann-Preis der Freien Volksbühne Berlin. Seinen größten Bühnenerfolg feierte er im Jahr darauf mit seinem historischen Schauspiel Heinrich der Achte und seine Frauen, das gleichzeitig in Bremen und Essen aufgeführt wurde und Gressieker internationale Beachtung einbrachte, als George White 1959 eine englische Übersetzung und Adaption unter dem Titel Royal gambit. A drama in five acts herausbrachte. Vor allem im englischsprachigen Raum steht das Stück seither beständig auf den Spielplänen. 1968 entstand eine deutsche Fernseh-Verfilmung von Heinz Schirk unter dem Titel Heinrich VIII. und seine Frauen. In seinem letzten Bühnenwerk, Der Kaiser ist ein lieber Mann (1974) nahm sich Gressieker erneut einer historischen Persönlichkeit, diesmal Kaiser Wilhelm II., an. Den Titel seiner „tragischen Komödie“ entnahm er dabei dem gleichnamigen klassischen patriotischen Kindergedicht.
Neben seiner Arbeit für die Bühne war Hermann Gressieker umfangreich in der Filmsynchronisation tätig. Diese Beschäftigung war vor allem in den 1950er- und 1960er-Jahren sein Hauptmetier. Als Autor und Regisseur war er an der deutschen Synchronisation von mehr als 120 Filmen beteiligt, vor allem für Metro-Goldwyn-Mayer und Walt Disney. Häufig wurde sein Name dabei auch im Vorspann genannt. Gressieker zeichnete unter anderem für die deutschen Fassungen von Jean Renoirs Die Spielregel (1939), Richard Fleischers  20.000 Meilen unter dem Meer (1954), Michelangelo Antonionis Die Nacht (1961) und Wolfgang Reithermans Die Hexe und der Zauberer (1963) verantwortlich.
Daneben verfasste Hermann Gressieker zusammen mit Regisseur Karl-Heinz Stroux auch das Drehbuch zu dem Film Begegnung mit Werther (1949), der auf dem Roman Die Leiden des jungen Werthers von Johann Wolfgang von Goethe basierte.
Sein Sohn Ulrich Gressieker (1945–1990) war ein Synchronsprecher.
Hermann Gressieker starb am 3. Mai 1983.

## Werke (Auswahl)

### Bühnenwerke
- Nieder mit dem Trenck! Schauspiel in drei Akten, Berlin 1930
- Der Regenbogen. Komödie in 3 Akten, 1947 (publiziert 1948)
- Seneca und die goldenen Jahre. Tragödie in drei Akten, 1950/51 (auch unter dem Titel Die goldenen Jahre aufgeführt, Schauspielmusik von Rudolf Mors)
- Spielregeln. Komödie in 3 Akten, 1956
- Heinrich der Achte und seine Frauen. Komödie in 5 Akten, 1956 (Uraufführung 1957)
- Der Kaiser ist ein lieber Mann. Theaterstück in 3 Akten, 1974

### Hörspiele
- Der Pilot im Paradies
- Trenck im Kerker
- Die Iden des März
- Gullivers neueste Reise, 1958

### Drehbücher
- zusammen mit Karl-Heinz Stroux: Begegnung mit Werther. 1949 – nach dem Roman Die Leiden des jungen Werther. von Johann Wolfgang von Goethe.

### Synchronarbeiten
- Die Spielregel. Eine Phantasie (Original: La règle du jeu, 1939) – Dialogbuch und -regie
- 20.000 Meilen unter dem Meer (Original: 20,000 Leagues Under the Sea, 1954; deutsche Fassung: 1955) – Dialogbuch und -regie
- Susi und Strolch (Original: Lady and the Tramp, 1955; deutsche Fassung: 1955) – Dialogbuch
- Die Nacht (Original: La Notte, 1961; deutsche Fassung: 1961) – Dialogbuch und -regie
- Der Prozeß der Jeanne d’Arc (Original: Le procès de Jeanne d’Arc, 1962) – Dialogbuch und -regie
- Merlin und Mim – Die Hexe und der Zauberer (Original: The Sword in the Stone, 1963; deutsche Fassung: 1964) – Liedertexte, Dialogbuch und -regie
- Ein Appartement für drei (Original: A Very Special Favor, 1964; deutsche Fassung: 1965) – Dialogbuch und -regie
- Der Widerspenstigen Zähmung (Original: The Taming of the Shrew, 1967) – Dialogbuch
- 24 Stunden aus dem Leben einer Frau (Original: Vingt quatre heures de la vie d’une femme, 1967; deutsche Fassung: 1967) – Dialogregie